# 스코노
스코노(SKONO)는 패션 브랜드이다. 스코노는 2003년 노르웨이에서 시작된 브랜드이며, 2005년 스코노 코리아가 스코노 노르웨이로부터 독점 라이센스 계약을 맺고, 대한민국에서 신발 상품을 출시하여 유통중에 있다. 스코노는 다양한 형태의 신발이 있는데, 그 중에서도 특유의 신발 앞 부분이 덮인 스니커즈가 유명하다.

## 공익 사업
- 2008년 스코노 코리아는 10,000족을 시작으로 아프리카의 난민 아이들에게 신발을 기부하고 있다고 하며, 2009년에는 30,000족의 신발을 기부하였고, 2010년에는 약30억 원 상당의 신발을 전달 할 예정이라고 한다.[2]

## 판매 제품 나열
- REVOLUTION
- TEOH
- LIBERTY
- CLASSIC
- NOA
- QUAMO
- TOY
- KIDS
- SANDAL